# لاسلو إرديلي
لاسلو إرديلي (بالمجرية: Erdélyi László)‏ هو لاعب كرة قدم مجري، ولد في 10 يوليو 1993 في سانتاندري في المجر. شارك مع منتخب المجر تحت 19 سنة لكرة القدم. أما مع النوادي، فقد لعب مع نادي بودابست هونفيد.

## وصلات خارجية
- لاسلو إرديلي على موقع اتحاد المجر (الهنغارية)
- لاسلو إرديلي على موقع قاعدة بيانات كرة القدم.إي يو (الإنجليزية)
- لاسلو إرديلي على موقع Soccerway.com (الإنجليزية)